# Saad Knia
Saad Knia, (en arabe : سعد كنية) né le 6 septembre 1987 au Maroc, est un joueur de futsal international marocain.

## Biographie

### Carrière en club
Il débute le futsal au Feth Settat (CFSS) dans lequel il se forme.
Avec le CFSS, il remporte six fois le championnat et trois fois la Coupe du Trône.

#### Avec le Chabab Mohammédia (2020-)
Après plusieurs saisons passées à Settat, Saad Knia rejoint en 2020 le Chabab Mohammédia (SCCM). Au moment de sa signature avec ce dernier, le club vient de voir le jour après fusion par absorption de l'Athletico Kénitra. 
Le SCCM, avec à ses rangs Saad Knia, remporte le championnat les trois saisons qui suivent sa création (saison sportive 2020-2021, 2021-2022 et 2022-2023). Par la même occasion, Knia et ses coéquipiers s'offrent la Coupe du Trône (saison 2019-2020) aux dépens du Faucon d'Agadir, mais échouent en finale face au Loukkous Ksar El Kebir (CLKK) lors de l'édition suivante (2020-2021). Finale disputée à Laâyoune le 29 mai 2022.

### En équipe nationale
Après avoir pris part à la préparation pour la CAN 2020, il est sélectionné dans la liste des 24 de Hicham Dguig pour disputer la phase finale du tournoi qui voit le Maroc triompher pour la deuxième fois consécutive après une finale remportée face à l'Egypte sur le score de 5-0,,.
Il participe et remporte la Coupe arabe 2021 en Égypte. Le premier titre pour la sélection marocaine qui avait échoué en finale en 1998 et 2005. 
Le 4 septembre 2021, la fédération marocaine annonce la liste des joueurs qui iront disputer la Coupe du monde en Lituanie. Saad Knia est retenu par Dguig pour défendre les couleurs marocaines. Saad Knia dispute l'ensemble des matchs à la Coupe du monde. Un parcours inédit du Maroc qui franchit dans un premier temps le premier tour pour la première fois de son histoire. Après avoir éliminé le Venezuela, les Marocains se font sortir en quart de finale par les Brésiliens (1-0).
Saad Knia est sélectionné par Hicham Dguig pour participer à la Coupe arabe de futsal 2022 qui a lieu au mois de juin 2022 en Arabie Saoudite où les Marocains parviennent à conserver leur titre,,,.  
Après la Coupe arabe, il prend part avec la sélection à la Coupe des confédérations de futsal en Thaïlande durant le mois de septembre 2022. Compétition que le Maroc remporte pour la première fois en s'imposant face à l'Iran en finale (4-3).
Dans le cadre des préparations à la Coupe arabe 2023, Othmane El Idrissi est convoqué pour une double confrontation amicale face à la Slovaquie les 27 et 29 mai au Complexe Mohammed VI. En l'absence de Soufiane El Mesrar, c'est lui qui récupère le brassard de capitaine.
Sélectionné en tant que capitaine pour participer à la Coupe arabe du 6 au 16 juin 2023 Djeddah (Arabie saoudite), il est buteur contre le Koweït à l'occasion de la 3e journée de groupe (victoire marocaine, 4-2).
Le 7 octobre 2023, après une dernière participation avec le Maroc au Tournoi de Croatie, affrontant la Norvège, la Lettonie et la Turquie, il annonce finalement sa retraite internationale à l'âge de 36 ans,.

## Statistiques

### Statistiques détaillées en club
Le tableau suivant recense les statistiques de Saad Knia :
| Saison                | Club                  | Championnat           | Championnat | Championnat | Championnat | Coupe(s) nationale(s) | Coupe(s) nationale(s) | Coupe(s) nationale(s) | Total | Total | Total |
| Saison                | Club                  | Division              | M.          | B.          | P.d.        | M.                    | B.                    | P.d.                  | M.    | B.    | P.d.  |
| 2020-2021             | Chabab Mohammédia     | Division 1            | 21          | 10          | 7           | 5                     | 4                     | 1                     | 26    | 14    | 8     |
| 2021-2022             | Chabab Mohammédia     | Division 1            | 20          | 14          | 7           | 4                     | 1                     | 1                     | 24    | 15    | 8     |
| 2022-2023             | Chabab Mohammédia     | Division 1            | 21          | 8           | 5           | 2                     | 1                     | 0                     | 23    | 9     | 5     |
| Sous-total            | Sous-total            | Sous-total            | 62          | 32          | 19          | 9                     | 5                     | 2                     | 71    | 37    | 21    |
| Total sur la carrière | Total sur la carrière | Total sur la carrière | 62          | 32          | 19          | 9                     | 5                     | 2                     | 71    | 37    | 21    |

## Palmarès
| Feth Settat (8) | SCC Mohammédia (4)                                                                                          | Équipe du Maroc (8) |
| --- | --- | --- |
| - Championnat du Maroc (5) : - Champion : 2014, 2015, 2017, 2019 et 2020 - Coupe du Trône (3) : - Vainqueur : 2015-16, 2017-18 et 2018-19 | - Championnat du Maroc (3) : - Champion : 2021, 2022 et 2023 - Coupe du Trône (1) : - Vainqueur : 2019-2020 | - Coupe d'Afrique des nations (2) - Champion : 2016 et 2020 - Tournoi international de Changshu (1) - Finaliste : 2018 - Vainqueur : 2019 - Coupe arabe des nations (3) - Champion : 2021, 2022 et 2023 - Coupe des confédérations (1) - Champion : 2022 - Tournoi international de Croatie (1) - Vainqueur : 2023 |

### Distinctions individuelles
- 2019 : Trophée du meilleur joueur du Tournoi international de Changshu[19]